# Нижнеалаарчинский аильный округ
Нижне Ала-Арчинский айыльный округ (кирг. Төмөнкү Ала-Арча айыл окмоту) — административная единица (айылный аймак) в составе Аламудунского района Чуйской области Кыргызстана. Административный центр — село Нижняя Ала-Арча. Пригород Бишкека.

## Население
- 2009 год — 11776 человек[1]
- 2015 год — 10240 человек[2].